# خلیج توبلی

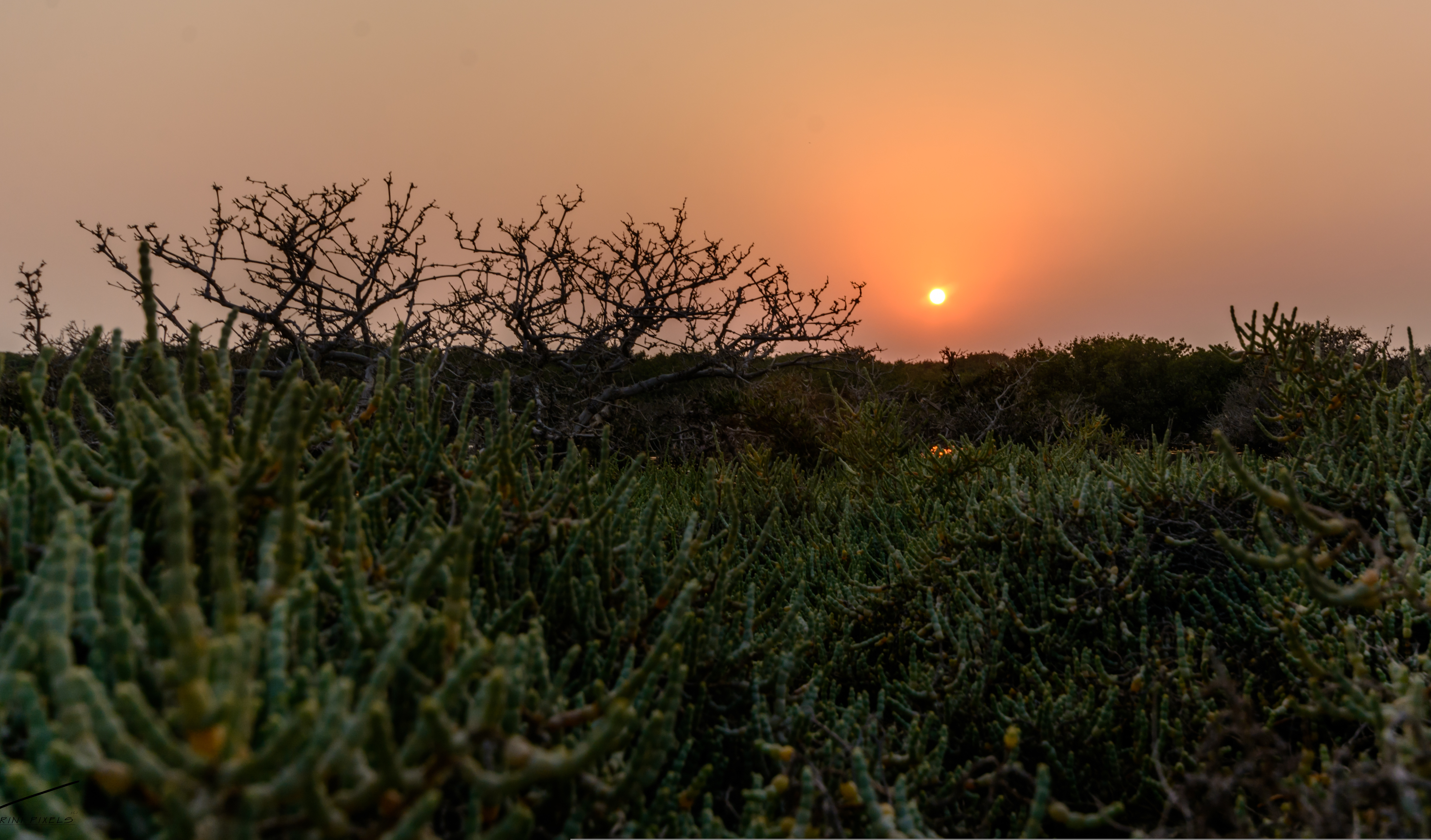
بیشه‌زارهای حرا، خلیج توبلی

خلیج توبلی (عربی: خليج توبلي) خلیج کوچکی است در قسمت شرقی بحرین. این خلیج میان جزیره اصلی بحرین و جزیره سِتره واقع شده‌است.
این پهنه آبی درست در جنوب شبه‌جزیره منامه قرار گرفته‌است. در خلیج توبلی جزیره‌ای به نام جزیره نَبیه صالح جای گرفته است.
خلیج توبلی به وسیله یک پهنه آبی دیگر به نام خور قُلَیعه به خلیج فارس می‌پیوندد.
کرانه‌های خلیج توبلی دارای بیشه‌زارهای حرا است و ماهیان و پرندگان زیادی در آن زندگی می‌کنند. این خلیج محل مهمی برای تخم‌گذاری میگوها است. چشمه‌های آب شیرین منطقه پس از گذر از کشتزارها به توبلی می‌ریزند و باعث ایجاد جنگل حرا می‌شوند.
امروزه زمین‌خواری‌ها در کناره این خلیج و آلودگی زیست‌محیطی و کم شدن آب چشمه‌ها باعث شده‌است که بیشتر بیشه‌زارهای حرا در این خلیج از بین رفته و تنها قطعه‌های کوچکی در رأس سند و رأس توبلی به‌جا مانده است. این عوامل هم‌چنین مساحت خلیج توبلی را از ۲۵ کیلومتر مربع در دهه ۱۹۶۰ به ۱۱ کیلومتر مربع در حال حاضر کاهش داده است.
در سال ۱۹۹۷ خلیج توبلی به فهرست تالاب‌های کنوانسیون رامسر افزوده شد.